# Tiếng Rơ Măm
Tiếng Rơ Măm (Kaco') là một ngôn ngữ thuộc ngữ hệ Nam Á. Hai phương ngữ, Kaco' và Rơ Măm, khá khác biệt nhau. Lamam (Lmam) là một tên tộc được tìm thấy trong nhóm Kaco', không phải là một ngôn ngữ riêng biệt.
Ở Việt Nam, tiếng Rơ Măm được nói tại làng Le, xã Mô Rai, huyện Sa Thầy, tỉnh Kon Tum (Đặng Nghiêm Vạn và cộng sự 2010: 115).